# Gilbert Brulé
Gilbert Jean Marco Brulé (* 1. Januar 1987 in Edmonton, Alberta) ist ein ehemaliger kanadischer Eishockeyspieler, der im Verlauf seiner aktiven Karriere zwischen 2003 und 2021 unter anderem 311 Spiele für die Columbus Blue Jackets, Edmonton Oilers und Phoenix Coyotes in der National Hockey League (NHL) auf der Position des Angriffsspieler bestritten hat. Darüber hinaus absolvierte Brulé, der mit der kanadischen Nationalmannschaft an den Olympischen Winterspielen 2018 teilnahm, weitere 278 Partien in der Kontinentalen Hockey-Liga (KHL).

## Karriere
Gilbert Brulé begann seine Karriere als Eishockeyspieler bei den Quesnel Millionaires, für die er in der Saison 2002/03 in der British Columbia Hockey League (BCHL) spielte. Anschließend stand der Angreifer drei Jahre lang bei den Vancouver Giants aus der Western Hockey League (WHL) unter Vertrag. In dieser Zeit wurde er während des NHL Entry Draft 2005 in der ersten Runde als insgesamt sechster Spieler von den Columbus Blue Jackets ausgewählt. Bereits während seiner letzten Spielzeit in Vancouver gab Brulé sein Debüt in der National Hockey League (NHL) für Columbus, kam jedoch in der Saison 2005/06 nur auf sieben Einsätze, kam jedoch in der Saison 2005/06 aufgrund mehrerer schwerer Verletzungen nur auf sieben Einsätze in der NHL und wurde daher frühzeitig zu den Vancouver Giants zurückgeschickt. Mit seinen Leistungen führte er die Giants zum Gewinn des President’s Cups.
Ab der Saison 2006/07 spielte der Stürmer schließlich fest für die Blue Jackets in der NHL und war in den folgenden beiden Spielzeiten Stammspieler. Im Juli 2008 wurde Brulé im Tausch für Raffi Torres an die Edmonton Oilers abgegeben. Nachdem der Kanadier dort die Saison im NHL-Kader begonnen hatte, wurde er zu deren Farmteam, den Springfield Falcons, in die American Hockey League (AHL) geschickt. In der Saison 2009/10 sicherte sich Brulé einen Stammplatz im NHL-Kader der Edmonton Oilers, als er in 65 Spielen zum Einsatz kam und 37 Punkte erzielte. Nachdem Brulé in der Spielzeit 2011/12 bislang ausschließlich fürs AHL-Farmteam der Edmonton Oilers, die Oklahoma City Barons, aktiv war, wählten die Phoenix Coyotes den auf der Waiver-Liste befindlichen Offensivakteur im Januar 2012 aus.
Im August 2012 unterzeichnete Brulé einen Kontrakt für die Saison 2012/13 bei den ZSC Lions in der Schweizer National League A (NLA), den er im Oktober 2012 aus privaten Gründen und gegenseitigen Einverständnis wieder auflöste. Bis dato hatte er 14 Partien für die Lions absolviert. Anschließend war er fast ein Jahr arbeitslos, ehe Brulé im Spätsommer 2013 am Trainingslager der Phoenix Coyotes teilnahm. Anschließend erhielt er einen Probevertrag bei den Portland Pirates, ehe er Ende November 2013 einen Zwei-Wege-Vertrag bis zum Saisonende bei den Coyotes unterschrieb. Brulé absolvierte drei Spiele für das NHL-Franchise, ehe er von den Coyotes in das Farmteam zurückgeschickt wurde. Brulé weigerte sich jedoch, erneut für die Pirates zu spielen und beendete Anfang Januar 2014 seine Karriere vorläufig.
Im Mai 2014 unterschrieb Brulé einen Einjahresvertrag beim russischen Klub Awtomobilist Jekaterinburg aus der Kontinentalen Hockey-Liga (KHL). Für Awtomobilist erzielte er in 44 KHL-Partien zehn Tore und fünf Assists, ehe er im Juli 2015 vom Ligakonkurrenten KHL Medveščak Zagreb verpflichtet wurde. Im Oktober 2016 wurde sein laufender Vertrag in Zagreb aufgelöst und Brulé wechselte erneut innerhalb der KHL zu Neftechimik Nischnekamsk. Vor der Saison 2017/18 wurde Brulé vom HK Traktor Tscheljabinsk verpflichtet, aber Anfang September 2017 im Tausch gegen Richard Gynge an Kunlun Red Star abgegeben. Im September 2018 absolvierte er ein Probetraining bei den Calgary Flames, erhielt jedoch keinen Vertrag in der NHL und kehrte daher in die KHL zurück – diesmal zum HK Sibir Nowosibirsk. Zwischen Mai 2019 und Dezember 2020 spielte der Kanadier erneut bei Kunlun Red Star. Seine Karriere ließ der 34-Jährige ab Januar 2021 bis zum Saisonende 2020/21 beim polnischen Verein Aksam Unia Oświęcim in der Polska Hokej Liga (PHL) ausklingen.

### International
Mit dem kanadischen Nationalteam gewann Brulé 2004 den Nations Cup. Im gleichen Jahr erreichte er mit seinem Land die Silbermedaille bei der World U-17 Hockey Challenge. Sein Debüt für die A-Nationalmannschaft gab der Angreifer im Rahmen der Olympischen Winterspiele 2018, bei denen er mit dem Team, das ohne NHL-Spieler antrat, die Bronzemedaille gewann.

## Erfolge und Auszeichnungen
| - 2003 BCHL Interior Conference Rookie of the Year - 2004 Jim Piggott Memorial Trophy - 2004 CHL All-Rookie Team - 2005 Teilnahme am CHL Top Prospects Game - 2005 WHL West First All-Star Team - 2005 CHL Second All-Star Team - 2005 Daryl K. (Doc) Seaman Trophy | - 2005 CHL Scholastic Player of the Year - 2006 President’s-Cup-Gewinn mit den Vancouver Giants - 2006 Topscorer der WHL-Playoffs - 2006 WHL Playoff MVP - 2006 WHL West Second All-Star Team - 2006 Ed Chynoweth Trophy - 2006 Memorial Cup All-Star Team |

### International
| - 2004 Silbermedaille bei der World U-17 Hockey Challenge - 2004 Topscorer der World U-17 Hockey Challenge - 2004 Bester Torschütze der World U-17 Hockey Challenge | - 2004 Goldmedaille beim Nations Cup - 2018 Bronzemedaille bei den Olympischen Winterspielen |

## Karrierestatistik

### International
Vertrat Kanada bei:
- World U-17 Hockey Challenge 2004
- Nations Cup 2004
- Olympischen Winterspielen 2018

(Legende zur Spielerstatistik: Sp oder GP = absolvierte Spiele; T oder G = erzielte Tore; V oder A = erzielte Assists; Pkt oder Pts = erzielte Scorerpunkte; SM oder PIM = erhaltene Strafminuten; +/− = Plus/Minus-Bilanz; PP = erzielte Überzahltore; SH = erzielte Unterzahltore; GW = erzielte Siegtore; 1 Play-downs/Relegation; Kursiv: Statistik nicht vollständig)